# 楊鼎 (永樂進士)
楊鼎（？—？），字廷器，河南省陳州府扶溝縣人，明朝政治人物。

## 生平
永樂十九年（1421年）辛丑科進士，官至山西左布政使。